# Stanisław Marek Jaśkiewicz
Stanisław Marek Jaśkiewicz (ur. 4 stycznia 1940 w Brodach, zm. 17 lutego 2024) – polski urzędnik państwowy, działacz partyjny i dyplomata, w latach 2002–2005 podsekretarz stanu w Kancelarii Prezesa Rady Ministrów.

## Życiorys
Absolwent Wydziału Historycznego Uniwersytetu Warszawskiego lub Wydziału Historycznego Uniwersytetu Jagiellońskiego. Po studiach od 1963 do 1972 był działaczem Związku Młodzieży Socjalistycznej, następnie od 1972 do 1981 dyrektorem departamentu w Ministerstwie Nauki i Szkolnictwa Wyższego i od 1981 do 1982 starszym instruktorem partyjnym. W latach 1982–1987 I sekretarz ambasady w Pradze. W latach 1987–1992 i 1994–2005 pracował w Urzędzie Rady Ministrów jako doradca premiera i wicepremiera, kierownik zespołu promocji polityki gospodarczej oraz od 1996 dyrektor Departamentu Ekonomiczno-Społecznego KPRM i sekretarz Komitetu Rady Ministrów. Pomiędzy 1992 a 1994 dyrektor i członek zarządu  Fundacji Edukacji Ekonomicznej.
11 lipca 2002 powołany na stanowisko podsekretarza stanu w Kancelarii Prezesa Rady Ministrów z rekomendacji wicepremiera Grzegorza Kołodki. W ramach funkcji prowadził prace Komitetu Rady Ministrów. Odwołany z funkcji 28 października 2005. W związku z objęciem stanowiska złożył oświadczenie, że był świadomym i tajnym współpracownikiem organów bezpieczeństwa państwa. Po odejściu z KPRM był członkiem rady Fundacji Aleksandra Kwaśniewskiego „Amicus Europae”.
Był żonaty, miał dwie córki.